# Маркин, Ефим Федосеевич
Ефим Федосеевич Маркин (30 марта 1917, Молуки, Смоленская губерния — 28 сентября 2014, Екатеринбург) — Герой Социалистического Труда (1973), директор совхоза «Орджоникидзевский» в Свердловске.

## Биография
Родился 30 марта 1917 года в деревне Молуки Смоленской губернии (ныне — Починковский район Смоленской области) в крестьянской семье, в которой было семеро детей. В домашнем хозяйстве была лошадь, корова, поросёнок, овцы, пахали плугом, убирали серпом. В 1930-е годы семья вступила в колхоз.
Окончил начальную школу в три класса в соседней деревне.
В апреле 1932 года уехал к старшей сестре в город Сталино Сталинской области, где работал почтальоном на главпочтамте в течение года. Вернувшись в родную деревню в январе 1934 года, вновь уехал к другой сестре в город Константиновка Сталинской области, где работал весовщиком, затем диспетчером трамвайного парка.
С сентября 1936 по июль 1937 года учился и окончил рабфак. В июле 1937 года поступил в Днепропетровский сельскохозяйственный институт, а вечерами разгружал баржи. С марта 1941 года был отправлен на производственную практику в колхоз в 200 километрах от Днепропетровска. С началом Великой Отечественной войны, в июле 1941 года был вызван и в институт и призван в Красную Армию. В течение двух месяцев участвовал в обороне Днепропетровска, затем в обороне Харькова. В июле 1942 года был ранен, эвакуирован в город Наманган, Узбекская ССР, где полгода работал старшим зоотехником Тюря-Курганского районного земельного отдела. В июле 1942 года после излечения вернулся в армию, в тыловые части, в город Челябинск, где женился.
В марте 1945 года был демобилизован и уехал к родственникам жены в город Свердловск, где устроился старшим зоотехником Управления рабочего снабжения Уралмашзавода. В 1947 году заочно окончил Днепропетровский сельскохозяйственный институт. В мае 1950 года стал старшим зоотехником в совхозе «Орджоникидзевский», а в июне 1954 года — заместитель директора совхоза, с декабря 1957 года — директор совхоза. В 1962 году защитил кандидатскую диссертацию на тему «Молочное стадо Орджоникидзевского совхоза, методы его создания и совершенствования». С февраля 1988 года перешёл старшим специалистом, с декабря ведущим специалистом совхоза «Орджоникидзевский» (ныне ЗАО «Тепличное»). В апреле 1991 года вышел на пенсию.
Был членом КПСС с октября 1954 года, членом Свердловского областного комитета КПСС, Орджоникидзевского районного комитета КПСС города Свердловска, депутатом Свердловского городского Совета депутатов трудящихся, депутатом Орджоникедзевского районного Совета депутатов трудящихся, автором изобретений (поддона для теплиц 1969 года в соавторстве с М. В. Заржевским, заводской линии быка чёрно-пёстрой породы 1985 года в соавторстве).
Скончался 28 сентября 2014 года и был похоронен на Северном кладбище города Екатеринбурга.

## Память
В 2008 году Указом Губернатора Свердловской области учреждена премия имени Е. Ф. Маркина «Лучшему зоотехнику Свердловской области».

## Награды
За свои достижения был награждён:
- 1956 — звание Заслуженный зоотехник РСФСР;
- 08.03.1958 — орден Трудового Красного Знамени;
- 08.04.1971 — орден «Знак Почёта»;
- орден Ленина;
- 11.12.1973 — звание Герой Социалистического Труда с золотой медалью Серп и Молот и орден Ленина «за большие успехи, достигнутые во Всесоюзном социалистическом соревновании, и проявленную трудовую доблесть в выполнении принятых обязательств по увеличению производства и продажи государству зерна и других продуктов земледелия»;
- 13.03.1981 — орден Дружбы народов;
- 29.08.1986 — орден Октябрьской Революции;
- 21.02.1987 — орден Отечественной войны II степени[3];
- Золотая медаль ВДНХ;
- Серебряная медаль ВДНХ.